# Rubric Records
La Rubric Records è stata un'etichetta discografica indipendente con sede a New York. Dal 2001 al 2003 ha collaborato con la Knitting Factory Records e dal 2003 con la Tee Pee Records.
I prodotti erano distribuiti da Nail Distributors e Caroline Records; in Europa dal 2007 la distribuzione era in mano alla Rude Records.
Ha lanciato internazionalmente i Gogol Bordello.

## Artisti
- Adrian Shaw
- Alchemysts
- All Night
- Amanda Thorpe
- Analogue
- Aytobach Kreisor
- Barnyard Playboys
- C. Gibbs
- C. Gibbs and The Cardia Bros.
- Cavalier King
- Cave Catt Sammy
- Flyte Reaction
- Gingersol
- Gogol Bordello
- Greg Brown
- Kings County Queens
- Kreisor
- Lord Sterling
- Lucky Bishops
- Man Made Sun
- Mary Lou Lord
- Medicine Ball
- Palace of Oranges
- Pieta Brown
- Scorched Earth
- Simeon Coxe
- The Bevis Frond
- thebrotheregg
- The Green Pajamas
- The Heroine Sheiks
- The Jimmy Nations Combo
- The Raging Teens
- The Takers
- Tom Rapp
- Tony Hill
- Why Make Clocks
- Zyklon Beatles

## Compilation
- 2000 – Rubric Records 01 Compilation
- 2000 – Acid Jam 2
- 2001 – Rubric Records Sampler #1
- 2002 – Knitche Distribution Sampler Vol. 2